# Maison à cariatides (Saint-Saturnin-lès-Apt)
 (septembre 2017).
Si vous disposez d'ouvrages ou d'articles de référence ou si vous connaissez des sites web de qualité traitant du thème abordé ici, merci de compléter l'article en donnant les références utiles à sa vérifiabilité et en les liant à la section « Notes et références ».
La Maison à cariatides est une maison du XVIIe siècle, située rue de la République à Saint-Saturnin-lès-Apt, dans le département de Vaucluse, en France.

## Histoire
Elle fut construite par Jacques Ripert, riche bourgeois, et fut ornée d'un balcon aux atlantes, par son fils Mathieu, entre 1760 et 1764. Le balcon et la porte sont inscrits au titre des Monuments historiques le 4 octobre 1932.